# SMA Solar Technology
SMA Solar Technology AG (sigle de « System-, Mess- und Anlagentechnik », en allemand technique des systèmes, de mesure et des équipements) est un fabricant allemand d'onduleurs pour installations photovoltaïques destinées à l'injection du courant sur le réseau, à des systèmes autonomes ou à des systèmes de secours . Il s'agit du premier fabricant mondial par son chiffre d'affaires, et le plus connu en France.
Le siège social se trouve à Niestetal, près de Cassel, en Allemagne. L'entreprise est présente dans 21 pays. Tout comme la société SMA Railway Technology GmbH, SMA Solar Technology AG est issue de l'ancienne société SMA Technologie AG. Fin décembre 2012, l'entreprise employait 5 584 personnes. En 2012, elle a réalisé un chiffre d'affaires de 1,463 milliard d'euros.

## Historique
SMA est fondée en 1981 par Günther Cramer, Peter Drews et Reiner Wettlaufer sous le nom SMA Regelsysteme GmbH, avec le statut d'entreprise autonome financée par l'Université de Cassel. Elle devient SMA Technologie AG en 2004. En 2006, Pierre-Pascal Urbon rejoint le Comité de direction. En juin 2008, l'entreprise est rebaptisée sous son nom actuel afin de souligner sa forte concentration sur la technologie solaire et de répondre à l'internationalisation de l'entreprise. À la même époque, la division Technologie ferroviaire devient une filiale à part entière sous le nom de SMA Railway Technology GmbH.
Des changements importants ont lieu dans le Comité de direction à l'issue de l'Assemblée générale du 10 juin 2009. Le fondateur Reiner Wettlaufer intègre le Conseil de surveillance. Tous deux dans l'entreprise depuis plus de vingt ans, Roland Grebe et Marko Werner rejoignent le Comité de direction, le premier en tant que responsable du secteur Recherche et Développement, le second en tant que Directeur commercial. Depuis octobre 2012, Lydia Sommer (directrice financière) fait également partie du Comité de direction. Depuis l'assemblée générale de 2011, Pierre-Pascal Urbon occupe le poste de président du Comité de direction, les deux fondateurs Drews et Cramer passant au Conseil de surveillance.
SMA est membre du réseau de compétence allemand pour l'approvisionnement énergétique deENet fondé début 2003, dont l'objectif est de rassembler les compétences régionales dans ce domaine. En mars 2009, SMA construit la Solar-Werk 1 (centrale solaire 1), une usine de production d'onduleurs photovoltaïques neutre en CO2, déjà récompensée pour son efficacité énergétique et ses performances environnementales.

## Profil de l'entreprise
L'entreprise emploie plus de 5 000 personnes dans le monde et a réalisé en 2012 un chiffre d'affaires de 1,5 milliard d'euros. Elle concentre ses activités sur le développement et la fabrication de technologies système pour le photovoltaïque. Auparavant, SMA englobait trois autres secteurs : technologie ferroviaire, informatique industrielle et systèmes énergétiques innovants. SMA possède des filiales de distribution et de service aux États-Unis, au Canada, en Espagne, en Italie, en France, en Grèce, en Chine, en Corée du Sud, en Thaïlande, en Australie, en Belgique, en Inde, en République tchèque et en Grande-Bretagne, ainsi que des filiales de service au Portugal et aux Émirats arabes unis. Le premier site de production à l'étranger a été établi à Denver au Colorado, avec une usine de 700 employés. Un autre établissement de production et de service s'est implanté dans la province canadienne de l'Ontario.
En 2011, SMA rachète l'un de ses principaux fournisseurs de composants électroniques, l'entreprise polonaise dtw Sp.z o.o. En 2012, SMA acquiert la participation majoritaire de l'entreprise chinoise Jiangsu Zeversolar New Energy Co., Ltd., l'un des principaux fabricants d'onduleurs solaires chinois.

## Produits

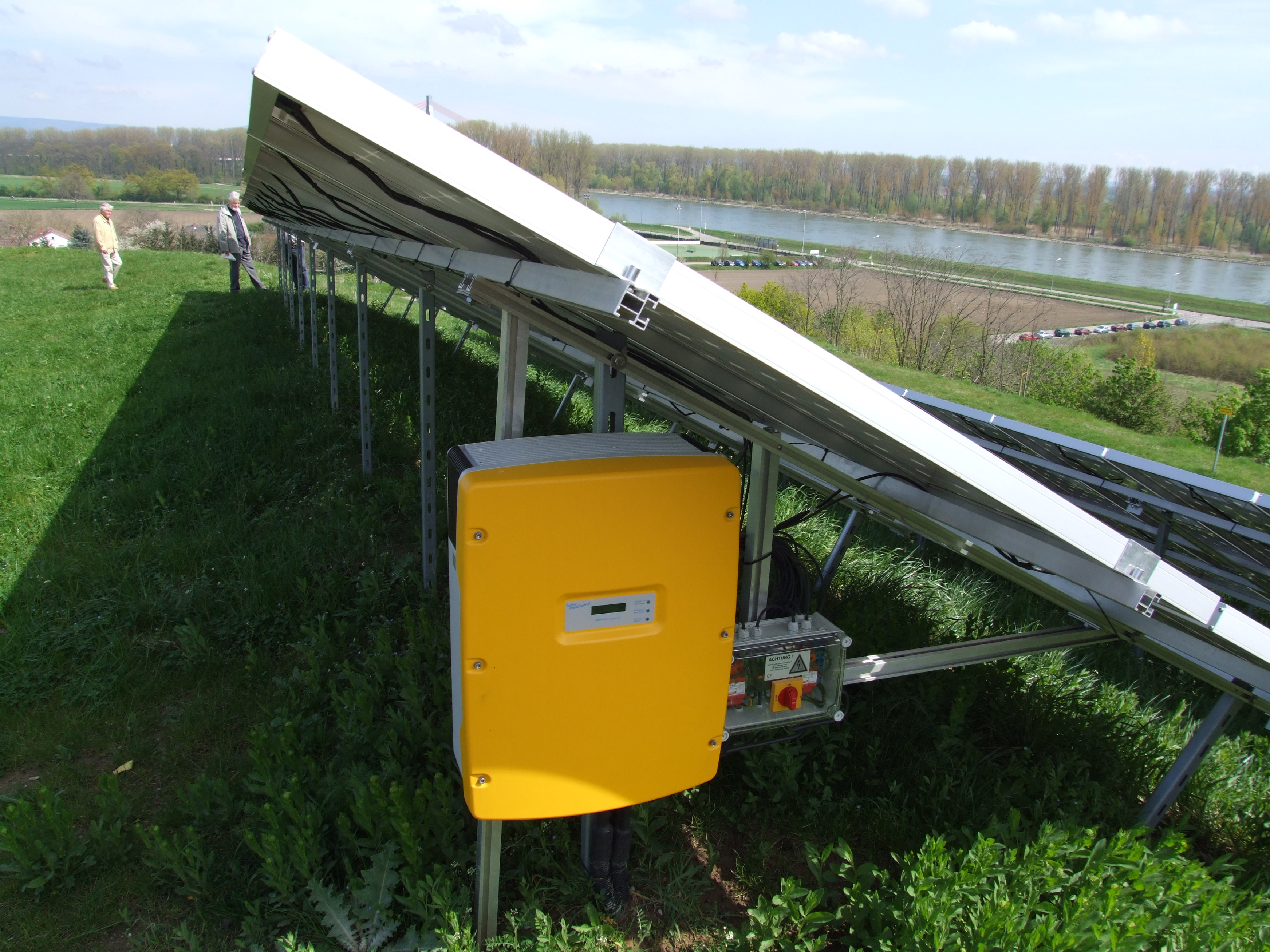
Un onduleur Sunny mini Central monté sur une installation indépendante à Spire, en Allemagne.

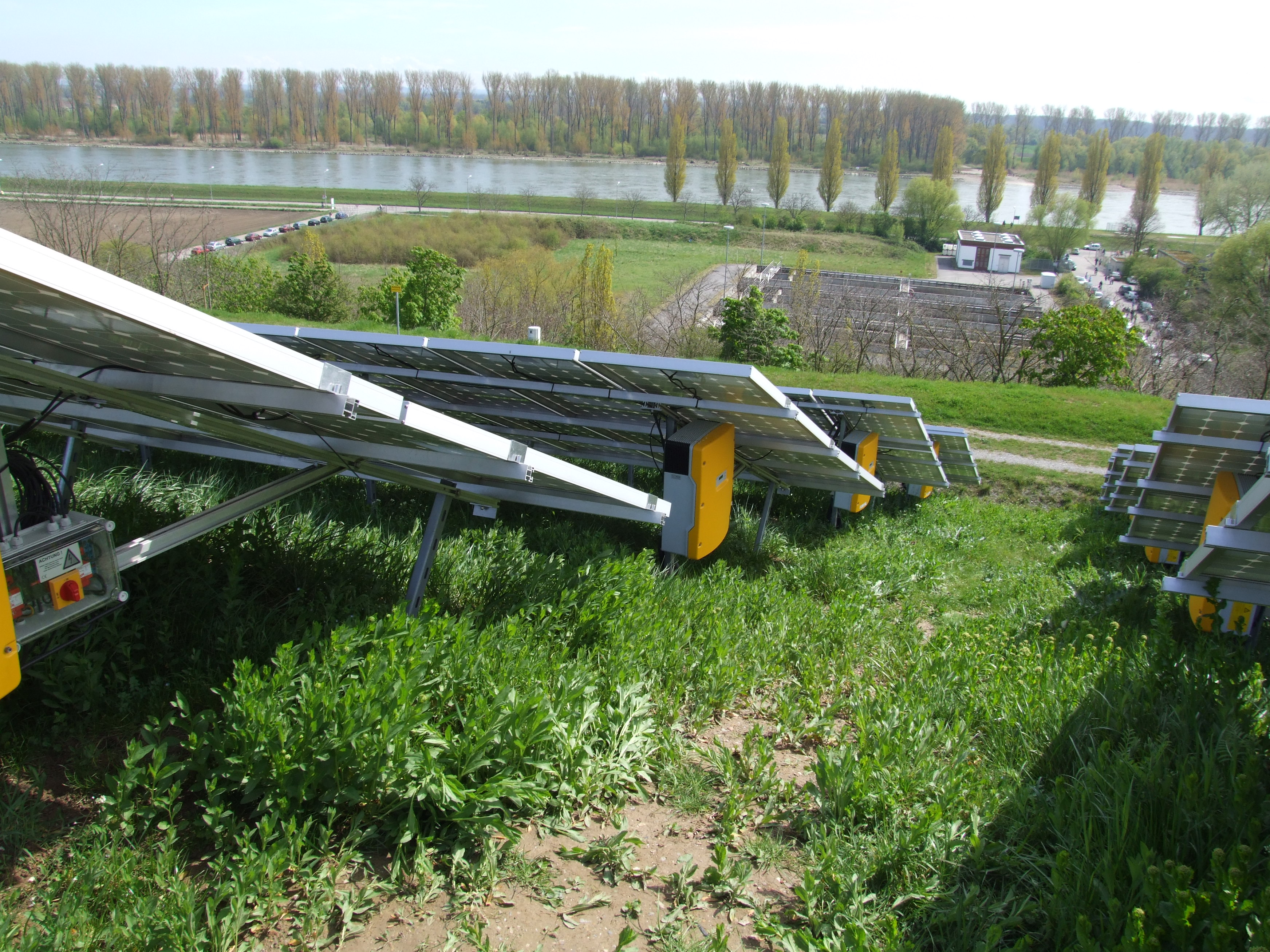
Vue d'ensemble d'onduleurs SMA.

SMA commercialise des onduleurs solaires répartis dans plusieurs familles de produits : Sunny Boy (pour petites installations, installations résidentielles et arbres solaires), Sunny Mini Central ou Sunny Tripower (pour installations moyennes entre 6 kW et plusieurs mégawatts), Sunny Central (pour installations indépendantes et parcs solaires entre 500 kW et plusieurs mégawatts, tels que le parc de Toul-Rosières, en France, avec 115 MW) pour l'injection dans le réseau électrique européen, ainsi que Sunny Island pour les installations autonomes. Aux onduleurs s'ajoutent des composants destinés à la surveillance des installations et à l'analyse des données. La filiale SMA Railway Technology développe et fabrique des composants d'électronique de puissance et des systèmes dédiés notamment au trafic ferroviaire urbain et interurbain.

## Chiffres financiers
| Exercice | Chiffre d'affaires (en millions d'€) | EBIT (en millions d'€) | Bénéfice (en millions d'€) | Effectif (moyenne sur l'année) |
| -------- | ------------------------------------ | ---------------------- | -------------------------- | ------------------------------ |
| 2003     | 104                                  | 16                     | 8                          | 703                            |
| 2004     | 181                                  | 33                     | 13                         | 832                            |
| 2005     | 172                                  | 35                     | 18                         | 928                            |
| 2006     | 193                                  | 33                     | 21                         | 1 164                          |
| 2007     | 327,3                                | 59,3                   | 36,8                       | 1 600                          |
| 2008     | 681,6                                | 167,4                  | 119,5                      | 2 513                          |
| 2009     | 934,3                                | 228,4                  | 161,1                      | 3 412                          |
| 2010     | 1 920,1                              | 516,8                  | 365,0                      | 5 519                          |
| 2011     | 1 676,3                              | 240,3                  | 166,1                      | 6 366                          |
| 2012     | 1 463,4                              | 171,9                  | 75,1                       | 5 662                          |
| 2013     | 932,5                                | -89.1                  | -66,9                      | 5 545                          |
| 2014     |                                      |                        |                            |                                |
| 2015     |                                      |                        |                            |                                |
| 2016     |                                      |                        |                            |                                |
| 2017     |                                      |                        |                            |                                |
| 2018     | 760.93                               | -77.32                 | -175.49                    |                                |
| 2019     | 915.07                               | 23.09                  | -8.63                      |                                |
| 2020     | 1026.6                               | 7.36                   | 28.09                      |                                |
| 2021     | 983.4                                | -8.13                  | -23.17                     |                                |
| 2022     | 1065.9                               | 38.68                  | 55.82                      |                                |

Au 1er mars 2015.

## Cotation en Bourse
L'entreprise est cotée au Prime Standard de la bourse de Francfort depuis le 27 juin 2008 et enregistrée aux indices boursiers TecDAX et ÖkoDAX depuis le 22 septembre 2008. Elle entre dans le Photovoltaik Global 30 Index en 2009. Le capital flottant représente 29 % des actions.